# Rennibister
Das Souterrain von Rennibister  auf Mainland ist eine der am besten erhaltenen, von den 41 auf Orkney vorhandenen, auch Earth Houses genannten Strukturen. Die meisten liegen auf Mainland in Schottland, aber auch auf Rousay, Hoy und Eday gibt es welche.

## Lage
Das Souterrain von Rennibister liegt zwischen dem Ort Finstown und der Inselhauptstadt Kirkwall, durch ein Eisengatter geschützt, auf einer Farm am Ufer einer Bucht des O´Firth. Der im 1. Jahrtausend vor der Zeitenwende errichtete Bau wurde 1926 entdeckt.

## Beschreibung
Bei den Souterrains wird grundsätzlich zwischen „rock-cut“, „earth-cut“, „stone built“ und „mixed“ Souterrains unterschieden. Die ovale Trockenmauerwerk-Kammer von 3,7 m Länge und 2,5 m Breite, in der man aufrecht stehen kann, hat fünf Seitenkammern und eine Kragsteindecke, die durch die Auflage auf vier (wandnahe) Säulen in ihrer Spannweite verkürzt wird. Diese Gliederung erinnert an die so genannten "Atlantischen Rundhäuser". Der Einstieg erfolgte über einen 70 mal 70 cm weiten Gang, der ursprünglich von einem hölzernen oberirdischen Rundhaus ausging. Heute liegt der Einstieg, der über eine vertikale Eisenleiter erfolgt, auf der Kammer.

## Funde
Der Gang war mit Abfall verfüllt. Die Kammer enthielt neben Erde und Muscheln die exkarnierten Knochen von sechs Erwachsenen und zwölf Kindern.
Weitere bekannte Souterrains auf Orkney sind Grain Earth House, Crantit, Newark und Windwick.